# Unified Theory
Unified Theory es una superbanda de rock formada en 1998 por dos exmiembros de Blind Melon: Christopher Thorn en guitarra y Brad Smith en el bajo.
El exmiembro de Pearl Jam Dave Krusen en batería.
Y Chris Shin en voz y guitarra.

## Historia
Tiempo después de que no prosperara la idea de que Blind Melon continuase con un nuevo cantante (tras la muerte de Shannon Hoon), Smith y Thorn siguieron juntos y decidieron armar un nuevo proyecto, a principios de 1998. Thorn se encontró con Shinn después de mudarse a Los Angeles para explorar vocalistas.

Chris tiene una voz excepcional. Quedé impresionado", dice Thorn, "A uno le tiene que gustar la persona con quien trabaja. Queríamos a    alguien con personalidad y una voz. Es un tipo divertido y yo estaba completamente sorprendido con sus canciones.

Dave Krusen, exbaterista de Pearl Jam, ya era amigo de Thorn y Smith. Krusen se unió a Unified Theory después de una corta trayectoria con Candlebox.
Unified Theory fue originalmente llamado Luma, emitieron un EP de cuatro canciones en su página web en 1999. Después firmaron con Universal Records más tarde ese año, cambiaron su nombre a Unified Theory, por la teoría en la cual Albert Einstein estaba trabajando cuando murió. En agosto de 2000 la banda publicó su álbum debut homónimo. Mientras trabajaba en las pistas para un segundo álbum, los retrasos y frustraciones de Krusen dieron lugar a una eventual ruptura de la banda, sin editar su segundo disco. 
Brad Smith y Christopher Thorn se reunió con los dos restantes miembros de Blind Melon, y juntos contrataron a Travis T. Warren para realizar la voz principal para el retorno de Blind Melon. Chris Shinn estuvo de gira con su banda, Everything is Energy. Mientras que Dave Krusen lanzó su segundo álbum con la banda Novatone La banda desde entonces han anunciado planes para lanzar un nuevo álbum compuesto por el material grabado para el segundo álbum (algunas de las cuales nunca se ha oído), así como canciones de la época Luma. Unified Theory recientemente filmó un vídeo musical para la canción "15 Hits", una canción que será lanzada en su próximo álbum.[cita requerida] El grupo tocó un concierto de reunión el 4 de agosto de 2010 en el King King de Hollywood.
- Datos: Q953289